# Народный фронт освобождения Эритреи
Народный фронт освобождения Эритреи (тигринья ህዝባዊ ደሞክራስያዊ ግንባር ኤርትራ, ህደግኤ, араб. الجبهة الشعبية لتحرير إريتريا‎; НФОЭ) — вооружённая сепаратистская организация, которая сражалась за отделение Эритреи от Эфиопии. Организация сформировалась в 1970 году группой левой интеллигенции, которая откололась от Фронта освобождения Эритреи (ФОЭ).
Преимущественно христианский НФОЭ и преимущественно мусульманский ФОЭ вначале вели борьбу друг с другом в гражданской войне (1972—1979). Марксистский НФОЭ стал преобладающей повстанческой силой к 1980 году и продолжил войну за независимость от Эфиопии. В 1991 году НФОЭ удалось добиться освобождения Эритреи, после чего он в 1994 году сменил название на Народный фронт за демократию и справедливость, став единственной законной правящей партией Эритреи.

## Съезды НФОЭ

Члены Исполнительного комитета НФОЭ в 1977—1987 гг.:
стоят: Огбе Абраха, Али Саид Абделла (Ali Said Abdella), Себхат Эфрем (Sebhat Efrem), Хайле Уольдетинсаэ (Haile Woldetinsae), Петрос Соломон, Мохаммед Саид Барех, Месфин Хагос, Аль-Амин Мохаммед Саид (Al-Amin Mohammed Said),
сидят: Берхане Герезгихер (Berhane Gherezgiher), Ибрагим Афа (Ibrahim Afa), Ромодан Мохаммед Нур (Romodan Mohammed Nur), Исайяс Афеворки, Махмуд Шрифо (Mahmoud Shrifo)

Первый съезд НФОЭ состоялся в январе 1977 года. На съезде была официально сформулирована политика организации, избраны генеральный секретарь и заместитель генерального секретаря, принята программа. Среди целей программы была либерализация прав женщин, а также проведение широкой образовательной политики сохранения всех языков Эритреи и повышения грамотности населения. Также было заявлено, что границы освобождённого эритрейского государства будут основываться на колониальных договорах Италии.
На Втором съезде произошло объединение НФОЭ и Фронта освобождения Эритреи/Центральное руководство (Eritrean Liberation Front/Central Leadership) (также иногда называемого Центральным командованием (Central Command, CC)), в связи с чем этот съезд получил название Съезда единства. Съезд стал кульминацией трёх лет переговоров, в результате чего две ведущие вооружённую борьбу группировки в октябре 1986 года объединились под единым командованием.
Третий, и последний, съезд НФОЭ состоялся в 1994 году в Асмэре. Его значение заключалось в преобразовании Народного фронта освобождения Эритреи из военной организации в политическое движение. На этом съезде название организации было изменено на «Народный фронт за демократию и справедливость» (PFDJ).